# هجمات صاروخية على إيلات والعقبة
كانت الهجمات الصاروخية على مدينتي إيلات في إسرائيل والعقبة في الأردن من التكتيكات التي يستخدمها المسلحون من حركة حماس الإسلامية الفلسطينية والمنظمات المرتبطة بتنظيم القاعدة بسبب السهولة النسبية لإطلاق الهجمات الصاروخية على هاتين المدينتين من المناطق الصحراوية المجاورة. معظم هذه الهجمات تستهدف إيلات، وكان آخر هجوم على العقبة في عام 2010.

## الهجمات

### 20 فبراير 2017
سقط صاروخان أطلقهما مسلحون من شمال سيناء جنوب إسرائيل. وجاء الهجوم بعد يوم من إعلان تنظيم داعش مقتل عدد من عناصره بطائرة إسرائيلية مسيرة. ولم تُبلغ عن أي أضرار أو إصابات.

### 8 فبراير 2017
أُطلقت عدة صواريخ على إيلات من سيناء، اعترضت القبة الحديدية ثلاثة منها. ولم تُبلغ عن وقوع إصابات. وأعلن تنظيم الدولة الإسلامية في سيناء مسؤوليته عن الهجوم.

### 24 يوليو 2014
أُطلقت عدة صواريخ على إيلات من سيناء، اعترضت القبة الحديدية ثلاثة منها. ولم تُبلغ عن وقوع إصابات. وأعلن تنظيم الدولة الإسلامية في سيناء مسؤوليته عن الهجوم.

### 15 يوليو 2014
أُطلقت ثلاثة صواريخ على إيلات. أصاب أحدها سيارة متوقفة قرب مطار إيلات، وأُبلغ عن أربع إصابات.

### 31 يناير 2014
وذكرت التقارير أن عدة صواريخ جراد أطلقت من سيناء باتجاه إيلات. اعترضت منظومة القبة الحديدية صاروخا واحدا. انطلقت صفارات الإنذار ولم يتم تسجيل أي إصابات أو وفيات. وأعلنت جماعة أنصار بيت المقدس السلفية مسؤوليتها عن الهجوم.

### 20 يناير 2014
أطلق صاروخان من نوع جراد على إيلات من سيناء، سقطا قبل أن يصلا إلى المدينة وانفجرا في مناطق مفتوحة. ولم ترد أنباء عن وقوع إصابات.

### 12 أغسطس 2013
أطلقت جماعة أنصار بيت المقدس، وهي جماعة سلفية مرتبطة بتنظيم القاعدة وتعمل في شبه جزيرة سيناء المصرية، صاروخا على إيلات. وتم اعتراض الصاروخ بواسطة منظومة القبة الحديدية التي تم نشرها مؤخرا في المنطقة. تم علاج ثلاثة من السكان بسبب ردود الفعل الإجهادية الحادة. ولم يتم الإبلاغ عن وقوع إصابات جسدية أو أضرار.

### 4 يوليو 2013
يبدو أن صاروخاً أطلق من مصر على إيلات. وأفاد الإسرائيليون بسماع عدة انفجارات في المنطقة، كما تم العثور على بقايا صاروخ بعد خمسة أيام.

### 17 أبريل 2013
حوالي الساعة التاسعة صباحا، أطلقت ثلاثة صواريخ على مدينة إيلات الساحلية جنوب إسرائيل على ولاية البحر الأحمر. ويعتقد أن الصواريخ أطلقها إسلاميون من شبه جزيرة سيناء المصرية المجاورة. انفجر أحد الصواريخ في ساحة أحد المنازل. ولم ترد أنباء عن وقوع إصابات أو أضرار جسدية، لكن عددا من السكان أصيبوا بردود فعل إجهادية حادة. وأدى الهجوم إلى إغلاق مطار إيلات بشكل كامل. كما سقط صاروخان في مدينة العقبة السياحية المجاورة للأردن.

### 15 أغسطس 2012
هزّ انفجاران قويان منطقة إيلات. ولم تُبلغ عن إصابات أو أضرار. وبعد يومين عثرت الشرطة الإسرائيلية على بقايا صاروخ جراد.

### 16 يونيو 2012
عُثر على قذيفتين صاروخيتين في جنوب إسرائيل، بعد تقارير ليلاً عن سماع دوي انفجار في المنطقة. ولم ترد أنباء عن وقوع إصابات أو أضرار جراء الحادث. وقد حدد جيش الاحتلال الإسرائيلي أن المقذوفات كانت على ما يبدو من 122 مليمتر (4.8 بوصة) صواريخ من نوع غراد. وتبين أن حماس طلبت من البدو المصريين إطلاق الصواريخ بناء على طلب الإخوان المسلمون.

### 4 أبريل 2012
بعد حلول الليل، أطلق المهاجمون في سيناء ثلاثة صواريخ جراد على إيلات. وسمع السكان انفجارات كبيرة، وفي اليوم التالي عثر خبراء المتفجرات التابعون للشرطة على بقايا الصاروخ في موقع بناء سكني. وبعد أيام قليلة، تم العثور على صاروخ ثان خارج المدينة. ولم ترد أنباء عن وقوع إصابات أو أضرار مادية، لكن بعض السكان أصيبوا بصدمة. ولم تعلن أي جماعة مسؤوليتها عن الحادث. وفي أعقاب ذلك، نشرت إسرائيل بياناً مفاده أن أي هجمات صاروخية من شبه جزيرة سيناء ستُعتبر مسؤولية حماس كما سمحت إسرائيل للقوات العسكرية المصرية بدخول سيناء.

### 2 أغسطس 2010
وقع الهجوم في الصباح الباكر. كانت القذائف صواريخ غراد عيار 122 ملم، إيرانية الصنع، يزن كل منها 6 كيلوغرامات (13 رطلاً)، ويبلغ مداها حوالي 20 كيلومترًا (12 ميلًا).
سقط صاروخان أمام فندق الانتركونتيننتال في العقبة. وأصيب خمسة أردنيين كانوا يستقلون سيارة أجرة بالقرب من موقع الحادث، أحدهم إصابته خطيرة. وتوفي السائق صبحي يوسف علاونة متأثرا بجراحه في وقت لاحق من اليوم نفسه. تضرر الطريق ودُمرت سيارتان، على الرغم من أن الفندق نفسه نجا من الضرر.
سقطت ثلاثة صواريخ على مدينة إيلات، سقط أحدها في بركة تصريف مياه شمال المدينة، ولم ترد أنباء عن وقوع إصابات أو أضرار.
سقط صاروخ بالقرب من منشأة أمنية مصرية بالقرب من طابا، وسقط صاروخ آخر في البحر الأحمر.
المصدر والجناة
في الرابع من أغسطس/آب، أعلن رئيس الوزراء الإسرائيلي بنيامين نتنياهو أن بلاده لديها معلومات استخباراتية تؤكد أن حركة حماس، وهي جماعة إسلامية فلسطينية مسلحة وسلطة الأمر الواقع الحاكمة في قطاع غزة، هي المسؤولة عن الهجوم. وأضاف أن المجموعة كانت مسؤولة أيضًا عن هجوم مماثل في أبريل/نيسان من ذلك العام (انظر أدناه). ويعتقد أن الصواريخ تم تخزينها في سيناء وأن مرتكبيها ينتمون إلى حماس وجاءوا من غزة.
أنكرت مصر في البداية أن الصواريخ أطلقت من الأراضي المصرية، ولكنها تراجعت عن موقفها بعد التحقيقات، حيث صرحت بأن الصواريخ أطلقت في وقت واحد من منطقة طابا. وأشارت مصادر أمنية مصرية إلى أن الصواريخ أطلقتها حركة حماس، مؤكدة أن مسلحين من حماس تسللوا إلى سيناء عبر أنفاق رفح لإخفاء حقيقة أن الحركة تقف وراء العملية. اتهمت وسائل الإعلام المصرية الرسمية حماس بالعمل «بناءً على أوامر أسيادها إيران»، وهاجمت بشدة كل من حماس وإيران لإلحاق الضرر بمصر، مدعية أن مصر سوف تنتقم من المجموعة الفلسطينية.
وقال مسؤولون أمنيون السلطة الوطنية الفلسطينية إن قائد الجناح العسكري لحركة حماس في رفح، رائد العطار، هو المسؤول عن الأمر بتنفيذ الهجوم. وقالت مصادر استخباراتية إن عددا من المسلحين الخاضعين لسيطرته عبروا إلى سيناء عبر أنفاق رفح، حيث كان في استقبالهم سائقون مصريون والصواريخ. ثم توجهوا بعد ذلك بمركبات غير مخصصة للطرق الوعرة إلى طابا، متجنبين عمليات التفتيش الأمنية التي يجريها المصريون.
ونفت حركتا حماس والجهاد حركة الجهاد الإسلامي في فلسطين أي علاقة لهما بالهجمات. وقدر مصدر سياسي أردني لم يكشف عن هويته أن الهجوم نفذته جماعة التوحيد الجهاد، وهي جماعة إسلامية متطرفة تعارض حماس وتتعاون مع بدو سيناء الذين هم على خلاف مع السلطات المصرية.
ويُعتقد أن اعتقال محمد الدبابيش، رئيس جهاز المخابرات التابع لحماس في غزة، في مصر في سبتمبر/أيلول 2010، مرتبط بهجمات أغسطس/آب 2010.
الاستجابات
أدانت الحكومة الأردنية إطلاق الصواريخ ووصفته بأنه «هجوم إرهابي».
وقال الرئيس الإسرائيلي شمعون بيريز إن الهجوم يبدو أنه يهدف إلى تعطيل استئناف محادثات السلام المباشرة بين القيادتين الإسرائيلية والفلسطينية للمرة الأولى منذ أكثر من 18 شهرا. وقال بيريز «هناك صراع حقيقي في الشرق الأوسط بين معسكر السلام للدول المعتدلة ومعسكر المتطرفين الذين يريدون تخريب أي فرصة للسلام». وأدلى رئيس الوزراء الإسرائيلي بنيامين نتنياهو بتصريحات مماثلة، وقال للعاهل الأردني الملك عبد الله والرئيس المصري حسني مبارك إن الهجوم «نفذه عملاء إرهابيون يريدون إحباط عملية السلام». وأضاف «يجب على جميع الدول في المنطقة التي تطمح إلى السلام أن تحارب هذه القوى وتدفع الإرهاب بعيدا وتقرب السلام».
في منتصف سبتمبر/أيلول 2010، أصدرت وزارة الخارجية الأميركية تحذيراً سفرياً للمواطنين الأميركيين نصحتهم فيه بعدم السفر إلى العقبة استناداً إلى معلومات محددة عن هجمات صاروخية إرهابية مخطط لها مماثلة للحوادث السابقة. ورفعت الإدارة هذا التحذير في 27 سبتمبر/أيلول.
التداعيات السياسية
في أعقاب الهجوم، اتهمت وزارة السياحة الإسرائيلية وزارة الخارجية الأمريكية بإصدار تحذير سفر متحيز، «يستهدف إيلات دون العقبة، على الرغم من أن الضحايا الوحيدين جراء الصواريخ كانوا في المدينة الأردنية». أعلن وزير السياحة الإسرائيلي ستاس ميسجنيكوف عن خططه لإثارة القضية مع السفير الأمريكي جيمس كانينجهام، مؤكدًا أن «التفريق بين إسرائيل وجارتها التي تكبدت خسائر في الأرواح أمر غير لائق ويفتقر إلى التوازن».
الرد المصري
وأثار الهجوم الصاروخي على إيلات والعقبة في الثاني من أغسطس/آب 2010 موجة من الغضب في مصر تجاه حماس وإيران. وذكرت الصحافة المصرية أن إطلاق الصواريخ من الأراضي المصرية من قبل حماس أو المنظمات المتعاونة معها يعد تجاوزا للخط الأحمر. إن الموقف المصري هو أن إيران تستخدم وكلاء محليين، مثل حماس، لتصعيد العنف في الشرق الأوسط وتخريب جهود المصالحة الفلسطينية، فضلاً عن الجهود الرامية إلى تجديد مفاوضات السلام الفلسطينية الإسرائيلية.

### 22 أبريل 2010
قبل الفجر، أطلقت ثلاثة صواريخ جراد عيار 122 ملم من شبه جزيرة سيناء في مصر على مدينة إيلات السياحية في أقصى جنوب إسرائيل. وانفجر صاروخ في مدينة العقبة المجاورة في الأردن، ما أدى إلى تدمير مستودع ثلاجة فارغ. وسقط الصاروخان الآخران في ولاية البحر الأحمر. ولم ترد أنباء عن وقوع إصابات. ولم تعلن أي جهة مسؤوليتها عن الهجوم، ولكن تبين فيما بعد أن حماس كانت وراء الهجوم.

### 2005
في عام 2005، أُطلقت عدة صواريخ كاتيوشا من داخل الأردن. بعضها سقط بالقرب من مطار إيلات واثنان سقطا بالقرب من سفينتين تابعتين للبحرية الأميركية راسيتين في العقبة، يو إس إس كيرسارج، وهي سفينة هجومية برمائية من فئة واسب، ويو إس إس آشلاند، وهي سفينة إنزال من فئة جزيرة ويدبي. أعلنت كتائب عبد الله عزام مسؤوليتها عن الهجوم. أصاب أحد الصواريخ مستشفى عسكريًا أردنيًا، مما أسفر عن مقتل جندي أردني. ويُعتبر الهجوم من تنفيذ فرع الزرقاوي لتنظيم القاعدة. > كان هذا أخطر هجوم على أهداف أمريكية في الأردن منذ مقتل الدبلوماسي الأمريكي لورانس فولي في عمان عام 2002.

## النشاط الاستخباراتي
- حذرت الاستخبارات الأميركية من موجة جديدة من الهجمات الصاروخية المخطط لها على العقبة في عام 2010.[36][48][49][50]
- أعلنت قوات الأمن المصرية، التي تتهم حماس بالمسؤولية عن الهجمات الصاروخية القاتلة على إيلات والعقبة في عام 2010، حالة التأهب القصوى بعد تلقي تقارير عن خطط جديدة لتهريب الصواريخ من غزة إلى مصر بغرض إطلاقها على إسرائيل.[32]

## الأهداف
تشمل الأهداف التي يعتقد أنها ستكون أهدافاً للهجمات الصاروخية في العقبة وإيلات، بالإضافة إلى السكان المدنيين، السفن البحرية الأميركية أثناء توقفها في الموانئ، والسفن السياحية المدنية.

## الصحراء قاعدة لإطلاق الصواريخ
وتتواصل حماس مع أعضاء مجموعات البدو في سيناء، ويُعتقد أنها قادرة على تزويدهم بالصواريخ. إن سيطرة مصر غير الكاملة على بدو سيناء تجعل استخدام البدو لسيناء كقاعدة لإطلاق الهجمات الصاروخية أمرًا ممكنًا. وبحسب مجلة الإيكونوميست، أرسلت حماس بالفعل «» لإطلاق هجمات صاروخية من سيناء على إيلات. وفقًا لرونين بيرجمان، المعلق الأمني في صحيفة يديعوت أحرونوت: «كلما ابتعدت إسرائيل عن القاهرة، ضعفت السلطة المركزية. إنهم يواجهون صعوبات جمة مع البدو. إذا تمكنت حماس من تعميق تعاونها مع البدو، وإنشاء قواعد في سيناء للتجنيد، فإننا نتحدث عن لعبة جديدة».
وفقًا لصحيفة كريستيان ساينس مونيتور، فإن القلق بشأن الاستخدام المحتمل من قبل المنظمات الإرهابية لصحراء سيناء بمساعدة وتعاون البدو في سيناء قد تزايد في عام 2010. على الرغم من أن الاهتمام في الماضي ركز على استخدام سيناء من قبل المنظمات الإسلامية الدولية التي يُعتقد أنها تعمل هناك بالتعاون مع البدو في سيناء، إلا أن صعود حماس في غزة زاد من القلق بشأن توسع البنية التحتية الإرهابية لحماس في سيناء. في إبريل/نيسان 2010، أدانت محكمة مصرية 26 عضواً من خلية تجسس مزعومة تابعة حزب الله بتهم تشمل التخطيط لهجمات على مواقع سياحية وتهريب الأسلحة من سيناء إلى غزة. يُعتقد أن الهجمات الإرهابية السابقة على المنتجعات الشاطئية المصرية في سيناء بما في ذلك شرم الشيخ وجنوب طابا كانت من عمل منظمات إرهابية دولية، بما في ذلك تنظيم القاعدة، بالتعاون مع البدو في سيناء.
صرح الجنرال الإسرائيلي غابي أشكنازي بأن إسرائيل على علم بنشاط حماس في سيناء وأن «حماس ستتحمل المسؤولية» إذا أطلقت الصواريخ على إيلات.